# Судва
Судва (пол. Sudwa, нім. Sauden) — село в Польщі, у гміні Ольштинек Ольштинського повіту Вармінсько-Мазурського воєводства.
Населення — 177 осіб (2011).

## Демографія
Демографічна структура станом на 31 березня 2011 року:
|          | Загалом | Допрацездатний вік | Працездатний вік | Постпрацездатний вік |
| -------- | ------- | ------------------ | ---------------- | -------------------- |
| Чоловіки | 95      | 18                 | 66               | 11                   |
| Жінки    | 82      | 17                 | 51               | 14                   |
| Разом    | 177     | 35                 | 117              | 25                   |